# Peyrehorade
Peyrehorade (gaskonsko Pèira Horada) je naselje in občina v jugozahodnem francoskem departmaju Landes regije Akvitanije. Leta 2009 je naselje imelo 3.466 prebivalcev.

## Geografija
Kraj leži v pokrajini Gaskonji v bližini združitve rek Gave de Pau in Gave d'Oloron v enotno Gaves réunis, 24 km južno od Daxa.

## Uprava
Peyrehorade je sedež istoimenskega kantona, v katerega so poleg njegove vključene še občine Bélus, Cauneille, Hastingues, Oeyregave, Orist, Orthevielle, Pey, Port-de-Lanne, Saint-Cricq-du-Gave, Saint-Étienne-d'Orthe, Saint-Lon-les-Mines in Sorde-l'Abbaye z 11.723 prebivalci (v letu 2009).
Kanton Peyrehorade je sestavni del okrožja Dax.

## Zgodovina
Naselbina je bila ustanovljena leta 1448 pod francoskim kraljem Karlom VII.

## Zanimivosti
- cerkev sv. Martina,
- grad Château de Montréal iz 16. stoletja, na seznamu francoskih zgodovinskih spomenikov od 1947.

## Pobratena mesta
- Medina de Pomar (Kastilija in Leon, Španija),
- Saint-Louis Bourgfelden (Haut-Rhin, Alzacija).